# Основа на бройна система
В математическата бройна система, основа – това е броят на уникалните цифри, включително нула, използвани за представяне на числа в позиционна бройна система. Например, за десетичната система (най-често срещаната система в употреба днес) основата е десет, защото в нея са използвани десет цифри – от 0 до 9.
Често използвани бройни системи включват:
| Основа/База | Наименование                  | Описание |
| ----------- | ----------------------------- | --- |
| 2           | Двоична бройна система        | Използва се основно в почти всички компютри, основата ѝ е 2. Двете използвани цифри са „0“ и „1“, изразени от съответното състояние Изключено и Включено. Използвана в повечето електрически броячи.                                                          |
| 8           | Осмична бройна система        | Понякога се използва в изчислителната техника, поради лесното ѝ преобразуване (заедно с шестнайсетичната в двоична). Осемте цифри са „0 – 7“ и се представят с 3 бита (23).                                                                                   |
| 10          | Десетична бройна система      | Най-използваната система за числа в света. Използва се в аритметиката. Нейните десет цифри са „0 – 9“. Използва се в повечето механични броячи. |
| 12          | Дванайсетична бройна система  | Понякога присъства във връзка с кратността си на 2, 3, 4 и 6. Традиционно се използва за част от стойности, изразени в дузини. Възникнала в Месопотамия. Освен цифрите „0 – 9“ се ползват и обърнати двойка „ᘔ“ и тройка „Ɛ“ за десет и единадесет съответно. |
| 16          | Шестнайсетична бройна система | Често се използва в изчислителната техника като по-сбито представяне на двоични стойности (16-ичен знак в 4 бита). Шестнайсете цифри са „0 – 9“ и след това първите шест латински букви „a – f“ или „A – F“.                                                  |
| 20          | Двадесетична бройна система   | Традиционната система на някои народи, все още се използва при някои за броене (виж Грузинска бройна система). |
| 60          | Шейсетична бройна система     | Възникнала в Древна Шумерия и преминала към Вавилония. Използвана днес като основа на съвременната ни полярна координатна система (градуси, минути и секунди) и за измерване на време (часове, минути и секунди).                                             |

Основите на бройните системи са като цяло естествени числа, но съществуват и други позиционни бройни системи с основа ирационално число, например с основа златното сечение, както и с отрицателна основа.